# Bohunice (district de Prachatice)
Pour les articles homonymes, voir Bohunice.
Bohunice (en allemand : Bohonitz) est une commune du district de Prachatice, dans la région de Bohême-du-Sud, en République tchèque. Sa population s'élevait à 46 habitants en 2023.

## Géographie
Bohunice se trouve à 14 km au nord de Prachatice, à 41 km au nord-ouest de České Budějovice et à 111 km au sud-sud-ouest de Prague.
La commune est limitée par Předslavice à l'ouest et au nord-ouest, par Čepřovice au nord-est et à l'est, et par Dub et Tvrzice au sud.

## Histoire
La première mention écrite de la localité date de 1315.

## Transports
Par la route, Bohunice se trouve à 17 km de Prachatice, à 47 km de Ceské Budejovice et à 138 km de Prague.